# Кулинченко, Виктор Павлович
Виктор Павлович Кулинченко (1913 — неизвестно) — советский футболист, вратарь.
До начала проведения чемпионата СССР среди клубов играл за «Коммунальник» Ростов-на-Дону (1930—1931), «Серп и Молот» Харьков (1932—1934), «Буревестник» Ростов-на-Дону (1934). В 1937 году выступал за «Буревестник» в розыгрыше Кубка СССР. Был в составе ростовской армейской команды (1937—1938). В 1938 году провёл 12 матчей в чемпионате СССР за «Динамо» Ростов-на-Дону, в 1939 году — 12 матчей в группе «Б». В 1940 году сыграл 12 матчей в чемпионате за «Стахановец» Сталино. В аннулированном из-за Великой Отечественной войны чемпионате 1941 года сыграл два матча в составе харьковского «Спартака».